# Honownica

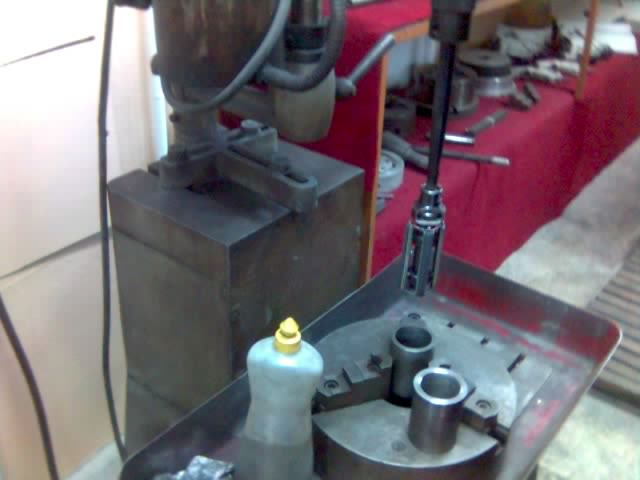
Honownica z posuwem ręcznym

Honownica – obrabiarka służąca do honowania, tzn. obróbki wykańczającej bardzo dokładnych powierzchni (najczęściej otworów), w których wymagana jest wielokierunkowa struktura powierzchni (np. cylindry silników spalinowych), co bardzo trudno osiągnąć np. poprzez szlifowanie otworów.

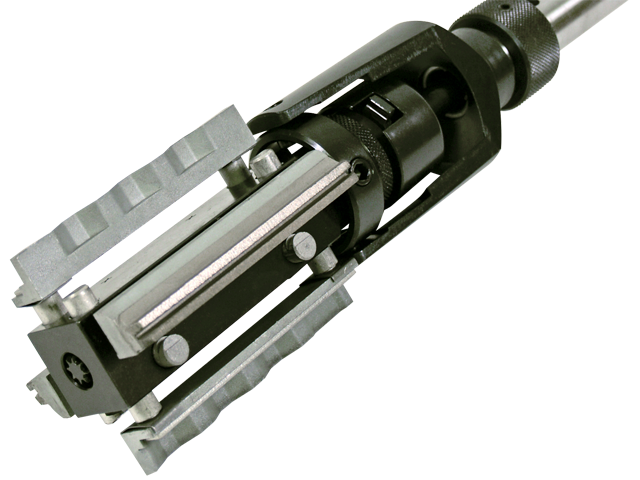
głowica do honowania

## Budowa i zasada działania
Honownica składa się z: korpusu, układu napędowego, wrzeciona, oraz przegubowo przymocowanego do niego narzędzia. Narzędziem stosowanym do honowania jest głowica wyposażona na obwodzie od trzech do dwunastu osełek. Podczas gładzenia głowica połączona przegubowo z wrzecionem obrabiarki wykonuje ruch obrotowy oraz ruch posuwisto-zwrotny. Skojarzenie tych ruchów powoduje, że każde ziarno osełki zakreśla linię śrubową. Prędkość obrotowa głowicy nie powinna być wielokrotnością podwójnych posuwów głowicy, mamy wtedy pewność, że każde ziarno osełki nie trafi na te same tory obróbki. Najczęściej spotyka się honownice z posuwem ręcznym, wtedy najlepsze efekty przynosi obróbka z licznymi zmianami prędkości posuwu.
Poza honownicami do otworów są także spotykane honownice do powierzchni płaskich, stożków, powierzchni sferycznych i wałów.